# Joan Amat
Joan Amat Fontanals, född 10 juli 1946 i Terrassa i provinsen Barcelona, Katalonien, död 12 maj 2022 i samma stad, var en spansk landhockeyspelare.
Han tog OS-silver i herrarnas landhockeyturnering i samband med de olympiska landhockeytävlingarna 1980 i Moskva.